# Aribert von Anhalt

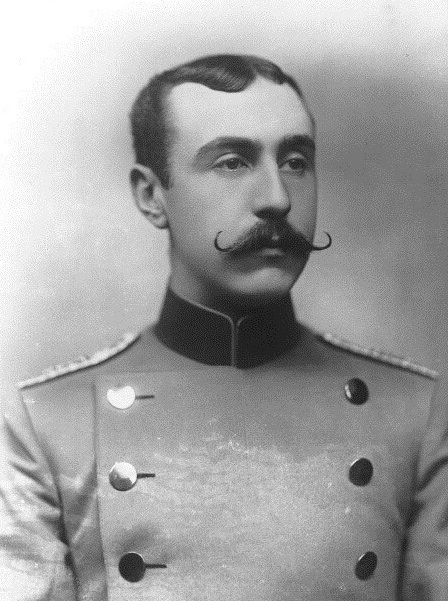
Prinz Aribert von Anhalt (1890)

Aribert Joseph Alexander von Anhalt (* 18. Juni 1864 in Wörlitz; † 24. Dezember 1933 in München) war Regent des Herzogtums Anhalt.

## Leben

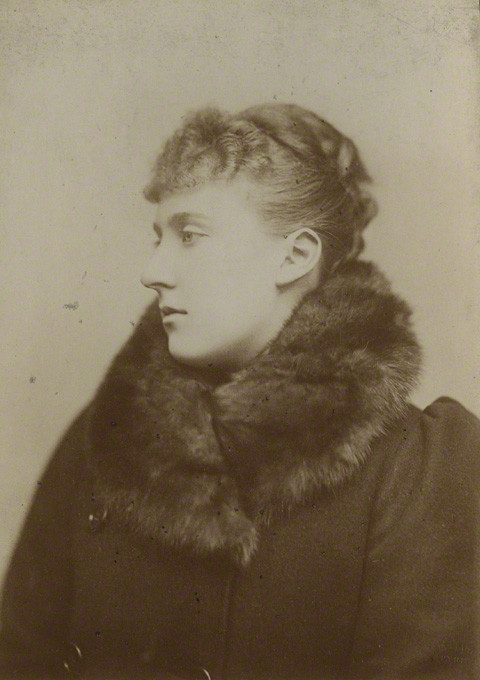
Prinzessin Marie Luise, um 1890

Aribert war ein Sohn Herzogs Friedrich I. von Anhalt-Dessau und seiner Ehefrau Prinzessin Antoinette, Tochter des Prinzen Eduard von Sachsen-Altenburg. Aribert, ein persönlicher Freund Kaiser Wilhelms II., trat in der so genannten Kotze-Affäre als öffentlicher Ankläger auf und sollte auf Geheiß des Kaisers bei Leberecht von Kotze nach dessen Freispruch schriftlich Abbitte leisten.
Aribert heiratete am 6. Juli 1891 auf Windsor Castle Marie Luise, Tochter des Prinzen Christian von Schleswig-Holstein-Sonderburg-Augustenburg und Enkelin der britischen Königin Victoria. Die Ehe wurde durch Kaiser Wilhelm II. persönlich in die Wege geleitet, der auch die Verlobung verkündete, als Trauzeuge bei der Hochzeit anwesend war und dem jungen Paar mit erheblichen Geldmitteln aushalf. Die Ehe wurde im höchsten Maße unglücklich, da an der Homosexualität Ariberts bald kein Zweifel mehr bestand und Marie Luise eine gefährliche Anorexie entwickelte. Die Scheidung am 13. Dezember 1900 war Gegenstand diplomatischer Aktivitäten zwischen dem Deutschen Reich und dem Vereinigten Königreich. Ariberts Schwiegervater drohte damit, sich mit den Gründen der Scheidung an den Bundesrat zu wenden, was Kaiser Wilhelm unterband. Nach der Scheidung nahm Marie Luise demonstrativ wieder ihren Geburtsnamen an.
1894 wurde Aribert Vorsitzender des Komitee zur Beteiligung Deutschlands an den Olympischen Spielen zu Athen 1896, später Präsident des Komitee für die Beteiligung Deutschlands an den Olympischen Spielen zu Paris. Nur dank seiner Zugehörigkeit zum deutschen Fürstenstand konnte er sich gegen die den französischen Olympischen Spielen ablehnend gegenüberstehende Deutsche Turnerschaft erfolgreich durchsetzen und die deutsche Teilnahme sicherstellen.
Während des Ersten Weltkriegs war Aribert als Inspizient tätig und erhielt am 22. März 1918 den Charakter als Generalmajor.
Aribert übernahm 1918 die Regentschaft im Herzogtum Anhalt für seinen minderjährigen Neffen Joachim Ernst, für den er am 12. November 1918 auf den Thron verzichtete. Am 30. Dezember 1918 gründeten der ehemalige Prinzregent und Vertreter des Freistaates Anhalt die „Joachim-Ernst-Stiftung“, deren Aufgabe die Pflege der Schlösser und Gärten in Dessau wurde.
Nach dem Prinzen sind die Aribertstraßen in Köthen und Osternienburg benannt.

## Auszeichnungen
- Großkreuz des Hausordens Albrechts des Bären im Jahre 1882

## Vorfahren
| Ahnentafel Prinz Aribert von Anhalt (1864–1933) | Ahnentafel Prinz Aribert von Anhalt (1864–1933)                                                          | Ahnentafel Prinz Aribert von Anhalt (1864–1933)                                                          | Ahnentafel Prinz Aribert von Anhalt (1864–1933)                                                                       | Ahnentafel Prinz Aribert von Anhalt (1864–1933)                                                                       | Ahnentafel Prinz Aribert von Anhalt (1864–1933)                                                                          | Ahnentafel Prinz Aribert von Anhalt (1864–1933)                                                                          | Ahnentafel Prinz Aribert von Anhalt (1864–1933)                                                                  | Ahnentafel Prinz Aribert von Anhalt (1864–1933)                                                                  |
| ----------------------------------------------- | --- | --- | --- | --- | --- | --- | --- | --- |
| Urgroßeltern                                    | Erbprinz Friedrich von Anhalt-Dessau (1769–1814) ⚭ 1792 Prinzessin Amalie von Hessen-Homburg (1774–1846) | Erbprinz Friedrich von Anhalt-Dessau (1769–1814) ⚭ 1792 Prinzessin Amalie von Hessen-Homburg (1774–1846) | Prinz Friedrich Ludwig Karl von Preußen (1773–1796) ⚭ 1793 Prinzessin Friederike von Mecklenburg-Strelitz (1778–1841) | Prinz Friedrich Ludwig Karl von Preußen (1773–1796) ⚭ 1793 Prinzessin Friederike von Mecklenburg-Strelitz (1778–1841) | Herzog Friedrich von Sachsen-Hildburghausen (1763–1834) ⚭ 1785 Prinzessin Charlotte von Mecklenburg-Strelitz (1769–1818) | Herzog Friedrich von Sachsen-Hildburghausen (1763–1834) ⚭ 1785 Prinzessin Charlotte von Mecklenburg-Strelitz (1769–1818) | Fürst Karl (Hohenzollern-Sigmaringen) (1785–1853) ⚭ 1808 Prinzessin Antoinette Murat (1793–1847)                 | Fürst Karl (Hohenzollern-Sigmaringen) (1785–1853) ⚭ 1808 Prinzessin Antoinette Murat (1793–1847)                 |
| Großeltern                                      | Herzog Leopold IV. von Anhalt-Dessau (1794–1871) ⚭ 1818 Prinzessin Friederike von Preußen (1796–1850)    | Herzog Leopold IV. von Anhalt-Dessau (1794–1871) ⚭ 1818 Prinzessin Friederike von Preußen (1796–1850)    | Herzog Leopold IV. von Anhalt-Dessau (1794–1871) ⚭ 1818 Prinzessin Friederike von Preußen (1796–1850)                 | Herzog Leopold IV. von Anhalt-Dessau (1794–1871) ⚭ 1818 Prinzessin Friederike von Preußen (1796–1850)                 | Prinz Eduard von Sachsen-Altenburg (1804–1852) ⚭ 1835 Prinzessin Amalie von Hohenzollern-Sigmaringen (1815–1841)         | Prinz Eduard von Sachsen-Altenburg (1804–1852) ⚭ 1835 Prinzessin Amalie von Hohenzollern-Sigmaringen (1815–1841)         | Prinz Eduard von Sachsen-Altenburg (1804–1852) ⚭ 1835 Prinzessin Amalie von Hohenzollern-Sigmaringen (1815–1841) | Prinz Eduard von Sachsen-Altenburg (1804–1852) ⚭ 1835 Prinzessin Amalie von Hohenzollern-Sigmaringen (1815–1841) |
| Eltern                                          | Herzog Friedrich I. (Anhalt) (1831–1904) ⚭ 1854 Prinzessin Antoinette von Sachsen-Altenburg (1838–1908)  | Herzog Friedrich I. (Anhalt) (1831–1904) ⚭ 1854 Prinzessin Antoinette von Sachsen-Altenburg (1838–1908)  | Herzog Friedrich I. (Anhalt) (1831–1904) ⚭ 1854 Prinzessin Antoinette von Sachsen-Altenburg (1838–1908)               | Herzog Friedrich I. (Anhalt) (1831–1904) ⚭ 1854 Prinzessin Antoinette von Sachsen-Altenburg (1838–1908)               | Herzog Friedrich I. (Anhalt) (1831–1904) ⚭ 1854 Prinzessin Antoinette von Sachsen-Altenburg (1838–1908)                  | Herzog Friedrich I. (Anhalt) (1831–1904) ⚭ 1854 Prinzessin Antoinette von Sachsen-Altenburg (1838–1908)                  | Herzog Friedrich I. (Anhalt) (1831–1904) ⚭ 1854 Prinzessin Antoinette von Sachsen-Altenburg (1838–1908)          | Herzog Friedrich I. (Anhalt) (1831–1904) ⚭ 1854 Prinzessin Antoinette von Sachsen-Altenburg (1838–1908)          |
| Prinz Aribert von Anhalt (1864–1933)            | | | | | | | | |